# 雷雨声
雷雨声（1932年—），男，四川成都人，中国作曲家，曾任中国音乐家协会理事，中国音乐家协会广东分会副主席。